# Marie Colvin
Pour les articles homonymes, voir Colvin.
Marie Catherine Colvin, née le 12 janvier 1956 à Oyster Bay (États-Unis) et morte le 22 février 2012 à Homs (Syrie), est une journaliste américaine, spécialiste du monde arabe, tuée lors d'un reportage à Homs, durant la guerre civile syrienne, par un bombardement du régime syrien visant le centre de presse où elle se trouvait.

## Biographie
En 2001, victime d’un éclat de grenade, Marie Colvin perd son œil gauche lors d’un reportage au Sri Lanka. Depuis ce jour, elle portait souvent un cache-œil noir,.
En 2011, elle couvre les révolutions tunisienne, égyptienne et libyenne notamment pour l’émission Anderson Cooper 360° de CNN. Rémi Ochlik et Marie Colvin se trouvent aux côtés du photographe Lucas Dolega lorsque ce dernier est tué par la police en janvier 2011 à Tunis.

## Conflit syrien et décès

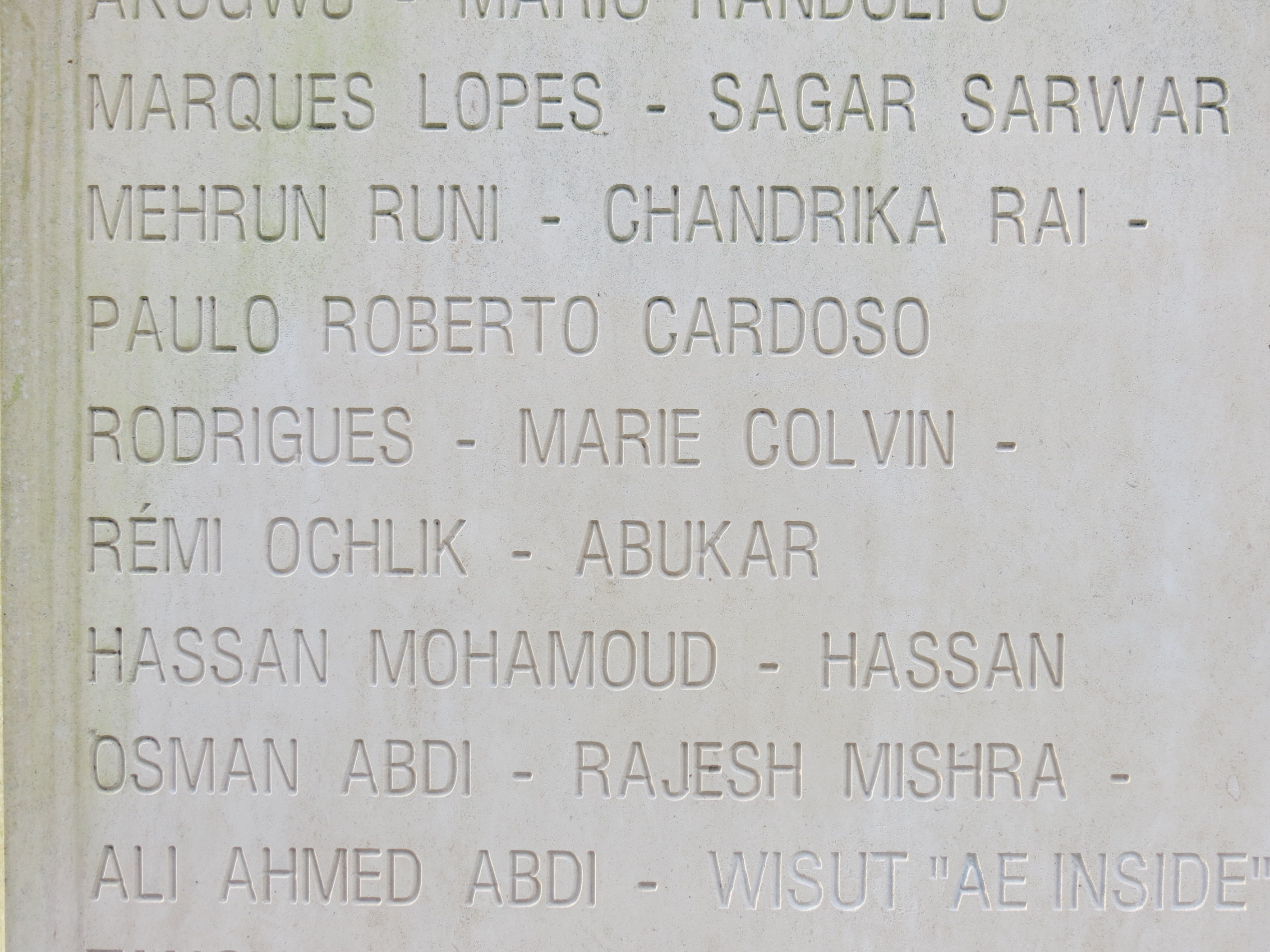
Nom de Marie Colvin sur le Mémorial des reporters de Bayeux.

Entrée clandestinement en Syrie, Marie Colvin y est la correspondante de la révolution syrienne pour le journal britannique Sunday Times. Elle y est tuée le 22 février 2012 à l’âge de 56 ans. Sa mort survient lors du bombardement, par les forces armées syriennes, d’une maison transformée en centre de presse dans le quartier rebelle de Baba Amr où elle se trouve. Le photojournaliste français Rémi Ochlik, 28 ans, de l’agence IP3 Press, est tué lors de la même attaque.
Deux autres journalistes, Édith Bouvier du Figaro et Paul Conroy, photojournaliste indépendant britannique, sont blessés au cours de cette attaque, et deux autres sont indemnes, le photo-reporter William Daniels, du Figaro Magazine et Time Magazine, et le journaliste espagnol Javier Espinosa d'El Mundo,. Les quatre journalistes sont évacués du quartier assiégé Bab Amr par des militants syriens et des membres de l'Armée syrienne libre, dans différentes opérations qui ont coûté la vie à plusieurs Syriens. Les dépouilles de Marie Colvin et Rémi Ochlik ont été récupérées par le Croissant Rouge syrien,,.

## Justice
En 2016, la famille de Marie Colvin porte plainte à Washington contre le gouvernement de la République arabe syrienne et affirme qu'ils ont la preuve que le gouvernement syrien avait directement ordonné son assassinat dans le but de l'empêcher de couvrir les atrocités commises par le régime. Le dossier tend à démontrer que Marie Colvin a été traquée et visée délibérément. Elle accuse notamment le général Issam Zahreddine d'avoir dirigé l'opération, . Cette version est étayée par le témoignage d'un ancien officier des renseignements syriens ,. Il affirme avoir vu un agent d'informateur montrer sur une carte l'emplacement du centre de presse aux responsables du renseignement. Cet ancien officier affirme également que le général Rafik Shahadah a déclaré « Marie Colvin était une chienne et maintenant elle est morte. » et que le décès a été célébré par l'armée syrienne et le chef du réseau des informateurs récompensé pour la réussite de la mission,.
Les proches de Rémi Ochlik, les journalistes rescapés de l'attaque, et la Ligue des Droits de l'Homme accusent également le régime syrien d'avoir commandité l'attaque contre le centre de presse afin d'empêcher les journalistes de témoigner de la reprise sanglante de Homs par l'armée de Bachar el-Assad et dissuader les médias internationaux de couvrir le conflit,.
En 2019, un tribunal américain déclare le gouvernement syrien coupable de son assassinat et condamne la Syrie à verser 302 millions de dollars de dommages et intérêts à la famille de la journaliste. Le juge estime le régime de Damas coupable d'une attaque « intolérable » contre les médias,.

## Hommage
Après sa mort, l’université d'État de New York à Stony Brook crée le Marie Colvin Center for International Reporting (Centre Marie Colvin pour les reportages internationaux) en son honneur. Sa famille crée également le Fonds commémoratif Marie Colvin par l'intermédiaire de la Fondation de la Communauté de Long Island, qui s'efforce de faire des dons au nom de Marie Colvin en l'honneur de son action humanitaire.

## Filmographie
2019 - Les dix dernières années de la vie de Marie Colvin, et notamment son dernier reportage en Syrie, qui lui a coûté la vie, sont adaptés à l’écran dans le film Private War par Matthew Heineman. Elle est interprétée par l'actrice Rosamund Pike.

## Récompenses
Durant sa carrière, Marie Colvin a reçu plusieurs distinctions pour son travail :
- Prix Meilleur correspondant étranger par la presse britannique, pour ses reportages en Yougoslavie, en Iran, au Sri Lanka et au Zimbabwe.
- Prix Courage en journalisme par la Fondation internationale des femmes.
- Prix du journaliste de l'année de l'Association des journalistes de la presse étrangère
- Prix Anna-Politkovskaïa Reach All Women in War.

En mai 2013, l’Institut international de la presse (IPI) dont le siège est à Vienne la nomme World Press Freedom Hero.